# میان‌لایش (شیمی)
در شیمی، میان‌لایِش (به انگلیسی: Intercalation) عبارت است از گنجاندن یا جای‌گذاری برگشت‌پذیر یک مولکول (یا یون) در مواد لایه‌ای با ساختارهای لایه‌ای. نمونه‌هایی در گرافیت و دی کالکوژنیدهای فلزات واسطه یافت می‌شود.

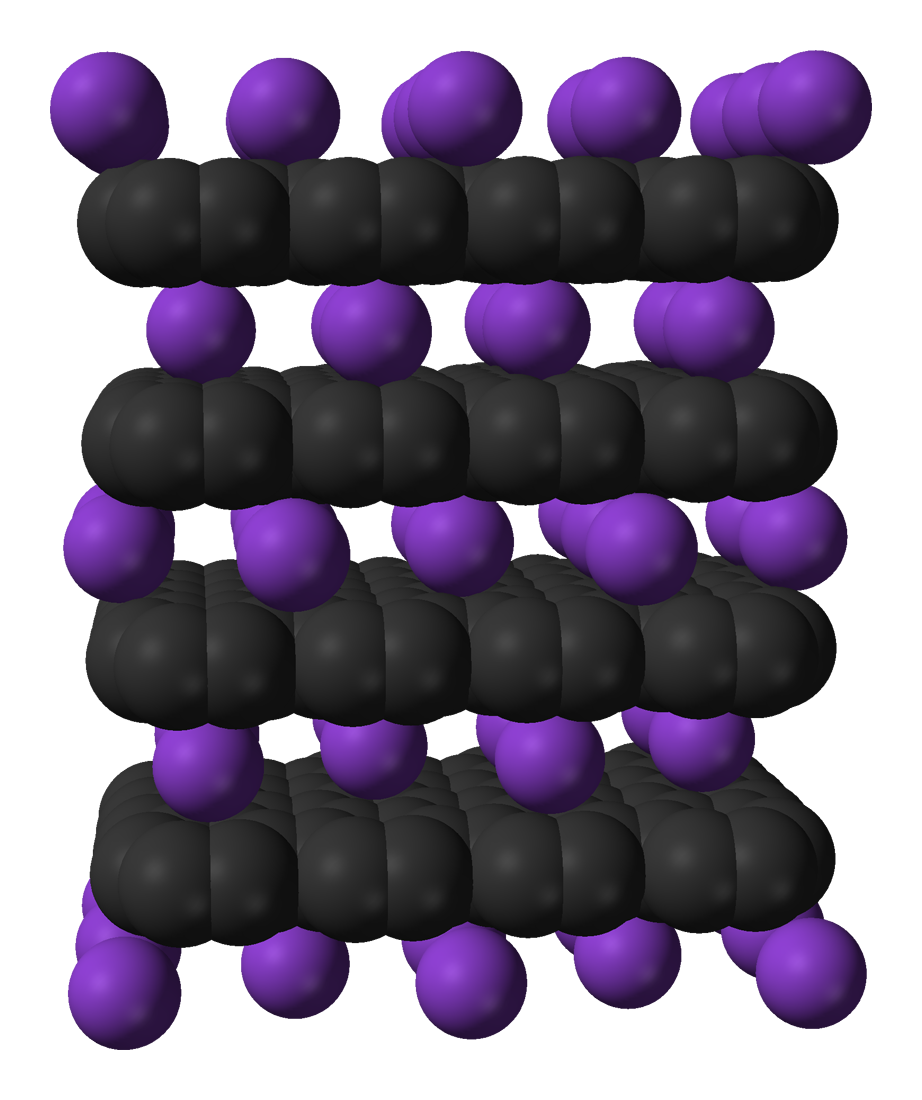
مدل میان‌لایش پتاسیم در گرافیت

## مثال‌ها

### گرافیت
یکی از میزبان‌های میان‌لایش معروف، گرافیت است که پتاسیم را به‌عنوان مهمان در هم می‌گیرد.

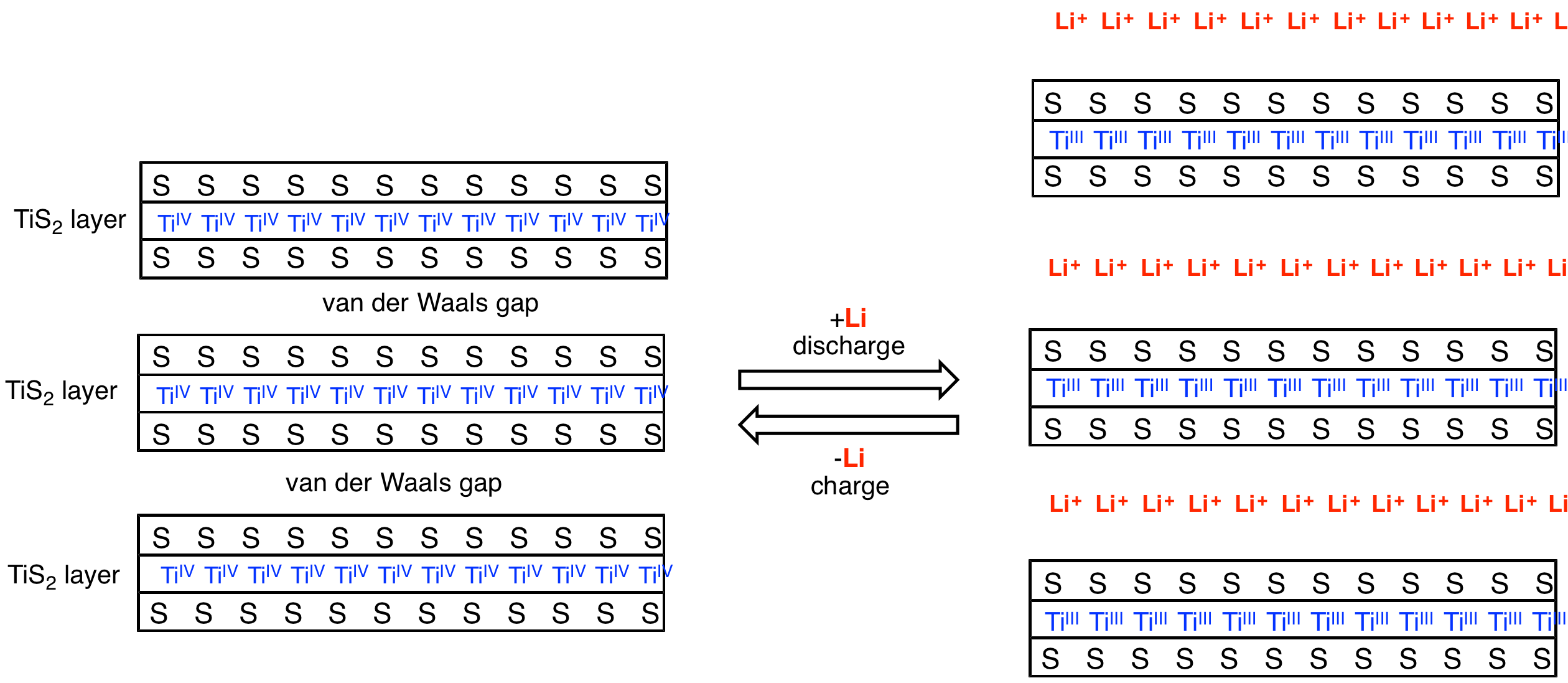
نمودار میان‌لایش Li به یک کاتد تیتانیوم دی‌سولفید. یکی از محورهای کریستال TiS_{2} بادکرده می‌شود و بار از Li به Ti منتقل می‌شود.

### دی‌کالکوژنیدهای فلزی
یکی دیگر از خانواده‌های شناخته شده میزبان‌های میان‌لایش، دی‌کالکوژنیدهای فلزی لایه‌ای مانند تیتانیوم دی‌سولفید هستند. به روشی مشخص، از آنجایی که فاصله بین صفحات افزایش می‌یابد، و با رسانندگی الکتریکی، چون که انتقال بار تعداد حامل‌های بار را تغییر می‌دهد، میان‌لایش با پراش پرتوِ-ایکس تحلیل می‌شود.

## پوسته‌پوسته‌شدن
یک مورد شدید از میان‌لایش، جداسازی کامل لایه‌های ماده است. این فرایند پوسته‌پوسته‌شدن (به انگلیسی: exfoliation) نامیده می‌شود. به‌طور معمول شرایط خورنده شامل حلال‌های بسیار قطبی و شناساگرهای خورنده مورد نیاز است.

## مواد مرتبط
در بیوشیمی، میان‌لایش قرار دادن مولکول‌ها بین بازهای DNA است. این فرایند به عنوان روشی برای تجزیه و تحلیل DNA و همچنین اساس انواع خاصی از مسمومیت‌ها استفاده می‌شود.
کلاترات‌ها مواد شیمیایی متشکل از مشبکه هستند که مولکول‌ها را دربرگرفته یا به تله‌ می‌اندازند. معمولاً ترکیبات کلاترات پلیمری هستند و به‌طور کامل مولکول مهمان را در بر می‌گیرند. ترکیبات درونگیر اغلب مولکول هستند، در حالی که کلاترات‌ها معمولاً پلیمری هستند. بر خلاف ترکیبات کلاترات ترکیبات میان‌لایش سه-بعدی نیستند. طبق آیوپاک، کلاترات‌ها «ترکیبات درونگیری هستند که در آن مولکول مهمان در قفسی است که توسط مولکول میزبان یا شبکه‌ای از مولکول‌های میزبان تشکیل شده‌است».

## یادداشت
1. ↑  Stanley M Whittingham (2 December 2012). INTERCALATION CHEMISTRY. Elsevier. ISBN 978-0-323-14040-9. Retrieved 18 May 2016.
2. ↑  W. Müller-Warmuth; R. Schöllhorn (6 December 2012). Progress in Intercalation Research. Physics and Chemistry of Materials with Low-Dimensional Structures 17. Springer Science & Business Media. ISBN 978-94-011-0890-4. Retrieved 18 May 2016.
3. ↑  Wiberg, E.; Holleman, A.F.; Wiberg, N.; Eagleson, M.; Brewer, W.; Aylett, B.J. (2001). Inorganic Chemistry. Academic Press. p. 794. ISBN 978-0-12-352651-9. Retrieved 12 March 2021.
4. ↑  Kikkawa, S.; Kanamaru, F.; Koizumi, M. (1983). "Layered Intercalation Compounds". Inorganic Syntheses. Vol. Volume 22. p. 86. doi:10.1002/9780470132531.ch17. ISBN 0-471-88887-7. {{cite book}}: |volume= has extra text (help)
5. ↑  Nicolosi, V.;  et al. (2013). "Liquid Exfoliation of Layered Materials". Science. 340 (6139). doi:10.1126/science.1226419. {{cite journal}}: |hdl-access= requires |hdl= (help)
6. ↑  Atwood, J. L. (2012). "Inclusion Compounds". Ullmann's Encyclopedia of Industrial Chemistry. Weinheim: Wiley-VCH. doi:10.1002/14356007.a14_119.
7. ↑  IUPAC, Compendium of Chemical Terminology, 2nd ed. (the "Gold Book") (1997). Online corrected version:  (2006–) "clathrates".